# Chinese Volleyball League B (femminile)
La Chinese Volleyball League B fu il secondo livello del campionato cinese di pallavolo femminile.
Viene creata nel 2007, andando a sostituire i tornei amatoriali e zonali che in precedenza vedevano impegnate le formazioni con ambizioni di promozione in Chinese Volleyball League.
Vi giocano oltre che le formazioni dei governi locali, alcune seconde squadre delle formazioni impegnate in massima serie e formazioni universitarie, che tuttavia non concorrono per la promozione in Chinese Volleyball League.
Nel 2015 cessa di esistere.

## Albo d'oro
| Anno             | Podio            | Podio    | Podio     |
| Campione         | Seconda          | Terza    |           |
| ---------------- | ---------------- | -------- | --------- |
| 2007-08 Dettagli | Beijing          | Hebei    | Fujian    |
| 2008-09 Dettagli | Nanjing          | Henan    | Fujian    |
| 2009-10 Dettagli | Guangdong Hengda | Shandong | Fujian    |
| 2010-11 Dettagli | Beijing          | Fujian   | Yunnan    |
| 2011-12 Dettagli | Yunnan           | Jiangsu  | Guangdong |
| 2012-13 Dettagli | Guangdong        | Yunnan   | ?         |
| 2013-14 Dettagli | Hebei            | Yunnan   | ?         |
| 2014-15 Dettagli | Yunnan           | Hebei    | ?         |